# 爱丽丝·罗宾逊
爱丽丝·罗宾逊（英語：Alice Robinson，2001年12月1日—）生于澳大利亚悉尼，是一名新西兰女子高山滑雪运动员。她在四岁时随父母移居至新西兰。她8岁时开始在昆斯敦当地的滑雪场练习滑雪，后来她前往美国加利福尼亚州塔霍城，开始在那里接受滑雪训练。她于2018年1月完成了个人运动生涯的世界杯分站赛首秀，不久后入选2018年平昌冬奥新西兰代表团名单，以16岁的年龄成为历史上最年轻的新西兰冬奥运动员。